# 코사 노스트라
코사 노스트라(이탈리아어: Cosa Nostra ‘우리의 것’[*], 이탈리아어: [ˈkɔːza ˈnɔstra, ˈkɔːsa -]) 또는 시칠리아 마피아(Sicilian Mafia), 줄여 마피아(Mafia)는 19세기 시칠리아 지방에서 유래하는 연합범죄조직체이다. 상술하자면 서로 유사한 조직적 구조와 행동강령을 가지고, 또한 같은 이름으로 자신들을 자칭하는 범죄조직들의 연합이다. '패밀리', '클랜' 또는 '코스카'로 불리고 있으며 각 패밀리는 한 지역(한 도시나 마을 또는 대도시의 교외)을 가지고 자주권을 주장하며 이른바 라켓이라는 조직적 범죄를 행한다. 멤버들은 스스로를 '영광스러운 사내(Uomo d'onore)'라고 자칭하지만 일반에서는 그저 mafiosi라고 부를 따름이다. 마피아의 주활동은 결국 프로텍션 라켓(보호비 징수)이다. 여기에는 범죄자나 조직끼리의 분쟁을 중재하거나 불법적 협정이나 매매를 감리하는 등 역할도 포함된다. 20세기에 접어들어 시칠리아에서 대거 유입된 이민자들에 의해 북·남아메리카에 그와 유사한 조직들이 터를 잡게 되었다.

## 같이 보기
- 카모라
- 드랑게타